# Plamka oczna

Schemat budowy eugleniny (Euglenida) z zaznaczoną stigmą (2) i fotoreceptorem (3)

Plamka oczna, stigma – organellum występujące u wielu wiciowców (Flagellata) oraz w zoosporach, pełniące funkcję filtru zasłaniającego fotoreceptor. W niejasny wciąż sposób pozwala to na ustalenie kierunku padania światła, umożliwiając komórkom kierowanie się ku światłu (fototaksja). Swoją barwę stigma zawdzięcza karotenoidowi – astaksantynie. Podobnie jak w chromatoforach, mogą występować w niej ziarna skrobi.
U euglenin (Euglenida) stigma składa się ze złożonej struktury, uformowanej przez błoniaste rurki ułożone spiralnie, przyczepionej do wici. U zawłotni (Chlamydomonas) stanowi ona natomiast część chloroplastu. Proteom stigmy u zawłotni zbudowany jest z około 200 różnych białek, głównie fotoreceptorowych (flawoproteiny i rodopsyny), ale także strukturalnych, metabolicznych oraz sygnałowych.